# 클레어 매캐스킬
클레어 코너 매캐스킬 (Claire Conner McCaskill, 1953년 7월 24일 ~ )은 미국의 정치인이자 미국 미주리주 연방 상원의원인 민주당원이다. 그녀는 2006년 선거에서 현직인 짐 탤런트 공화당 의원을 50%대 47%로 누르고 당선되었다. 그녀는 미주리 주에서 뽑힌 최초의 여성 연방 상원의원이다. 그녀는 2011년에 키트 본드 의원이 은퇴하면서 미주리 주에서 가장 연장자인 의원이 되었으며 2012년 선거에서는 공화당의 토드 애킨 후보와 맞서 55% 대 39%로 이겼다. 2018년 11월 6일 중간선거에서 조쉬 홀리 주 법무장관에게 패배해 2019년 1월 3일 임기가 종료되었다.
상원의원이 되기 전, 매캐스킬은 1999년부터 2007년까지 미주리주 감사관을 지냈다. 그녀는 1993년부터 1998년까지 잭슨 카운티의 검찰총장을 지냈으며, 1983년부터 1989년까지 미주리주 주하원의원을 지냈다. 2004년 주지사 선거에서 그녀는 민주당 경선을 통해 현직 주지사 밥 홀든을 꺾고 후보직을 따냈지만 공화당의 맷 블런트 후보에게 근소한 차로 졌다. 그녀는 미주리주 롤라에서 태어났으며 미주리 대학교를 졸업하였다. 상원에서 그녀는 미국 상원 군사위원회, 미국 상원 통상과학교통위원회, 미국 상원 국토안보 정부위원회, 그리고 미국 상원 노령화특별위원회 소속이다.

## 역대 선거 결과
| 선거명      | 직책명                       | 대수  | 정당   | 득표율  | 득표수      | 결과 | 당락                             |
| ----------- | ---------------------------- | ----- | ------ | ------- | ----------- | ---- | -------------------------------- |
| 1982년 선거 | 하원의원 (미주리 제42선거구) | 82대  | 민주당 | 61.08%  | 7,189표     | 1위  | 미주리 주의원 당선               |
| 1984년 선거 | 하원의원 (미주리 제42선거구) | 83대  | 민주당 | 100.00% | 10,874표    | 1위  | 미주리 주의원 당선               |
| 1986년 선거 | 하원의원 (미주리 제42선거구) | 84대  | 민주당 | 63.72%  | 6,705표     | 1위  | 미주리 주의원 당선               |
| 1992년 선거 | 잭슨 카운티 검찰관           | -대   | 민주당 | 56.78%  | 156,664표   | 1위  | 미주리주 잭슨 카운티 검찰관 당선 |
| 1996년 선거 | 잭슨 카운티 검찰관           | -대   | 민주당 | 70.57%  | 171,711표   | 1위  | 미주리주 잭슨 카운티 검찰관 당선 |
| 1998년 선거 | 미주리 감사관                | 34대  | 민주당 | 50.30%  | 780,178표   | 1위  | 미주리주 감사관 당선             |
| 2002년 선거 | 미주리 감사관                | 34대  | 민주당 | 59.95%  | 1,090,593표 | 1위  | 미주리주 감사관 당선             |
| 2004년 선거 | 미주리 주지사                | 54대  | 민주당 | 47.85%  | 1,301,442표 | 2위  | 낙선                             |
| 2006년 선거 | 상원의원 (미주리 제1부)      | 110대 | 민주당 | 49.58%  | 1,055,255표 | 1위  | 미주리주 상원의원 당선           |
| 2012년 선거 | 상원의원 (미주리 제1부)      | 113대 | 민주당 | 54.81%  | 1,494,125표 | 1위  | 미주리주 상원의원 당선           |
| 2018년 선거 | 상원의원 (미주리 제1부)      | 116대 | 민주당 | 45.57%  | 1,112,935표 | 2위  | 낙선                             |